# Jorge Arturo Candía
Jorge Arturo Candía (* 4. September 1956 in Tampico, Tamaulipas) ist ein ehemaliger mexikanischer Fußballspieler auf der Position eines Verteidigers.

## Laufbahn
Candía erhielt seinen ersten Profivertrag bei Atlético Español, mit denen er 1976 den CONCACAF Champions’ Cup gewann und sich dadurch für die im November 1976 ausgetragenen Finalspiele um die Copa Interamericana qualifizierte. Diese wurden gegen den argentinischen Topverein der 1970er Jahre, CA Independiente, nach zwei Unentschieden erst im Elfmeterschießen verloren.
Seine letzte Saison 1978/79 in der mexikanischen Profiliga verbrachte Candía in Diensten der Tecos UAG.
Im Anschluss an seine aktive Laufbahn arbeitete Candía als Trainer und war unter anderem für diverse Nachwuchsmannschaften der Jaguares de Chiapas verantwortlich.

## Erfolge
- CONCACAF Champions’ Cup: 1976